# Wahlkreis Weißeritzkreis
Der Wahlkreis  Weißeritzkreis war ein Landtagswahlkreis zu den sächsischen Landtagswahlen 1994 und 1999. Er hatte zu diesen Wahlen die Wahlkreisnummer 48.

## Wahlkreisgebiet
Die beiden früheren Wahlkreise  Freital I und Dippoldiswalde – Freital II bildeten 1994 mit folgenden Städten und Gemeinden den Wahlkreis Weißeritzkreis: Altenberg, Bannewitz, Bärenburg, Bärenfels, Bärenstein, Cunnersdorf, Dippoldiswalde, Dittersdorf, Falkenhain, Frauendorf, Freital, Geising, Glashütte, Goppeln, Hartmannsdorf-Reichenau, Hausdorf, Hermsdorf, Hirschbach, Höckendorf, Kipsdorf, Kreischa, Malter, Obercarsdorf, Paulsdorf, Possendorf, Pretzschendorf, Rabenau, Reichstädt, Reinhardtsgrimma, Schellerhau, Schlottwitz, Schmiedeberg, Schönfeld und 
Seifersdorf. Zur Landtagswahl 1999 gab es keine Veränderungen.
Für die Landtagswahlen 2004 wurde erneut die Wahlkreisstruktur in Sachsen verändert. Das Gebiet des Wahlkreises Weißeritzkreis bildete fast in seiner Gänze den neuen Wahlkreis Weißeritzkreis 2 Lediglich die Stadt Freital wechselte in den neuen  Wahlkreis Weißeritzkreis 1.  Die zweimalige Wahlsiegerin des Wahlkreises Weißeritzkreis Andrea Hubrig trat nun im Wahlkreis Weißeritzkreis 2 für die CDU als Spitzenkandidatin an. Diesen Wahlkreis und auch dessen Nachfolger, den Wahlkreis Sächsische Schweiz-Osterzgebirge 2, konnte die mittlerweile wieder unter dem Namen Andrea Dombois antretende Hubrig bis zur Landtagswahl 2019 immer gewinnen.

## Wahl 1999
Die Landtagswahl 1999 fand am 19. September 1999 statt und hatte folgendes Ergebnis für den Wahlkreis Weißeritzkreis
| Direktkandidat     | Partei          | Erststimmen in % | Zweitstimmen in % |
| ------------------ | --------------- | ---------------- | ----------------- |
| Andrea Hubrig      | CDU             | 62,3             | 64,9              |
| Mike Schmeitzner   | SPD             | 08,5             | 06,8              |
| Falk Neubert       | PDS             | 20,6             | 18,5              |
| Ines Kummer        | GRÜNE           | 02,4             | 01,9              |
| Wilfried Schachten | F.D.P.          | 01,9             | 00,9              |
|                    | BüSo            |                  | 00,1              |
|                    | DSU             |                  | 00,3              |
| -                  | GRAUE           | -                | 00,3              |
| Thomas Jäckel      | REP             | 04,2             | 02,3              |
| -                  | FP Deutschlands | -                | 00,0              |
| -                  | pro DM          | -                | 02,2              |
| -                  | KPD             | -                | 00,1              |
| -                  | NPD             | -                | 01,2              |
| -                  | Forum           | -                | 00,2              |
| -                  | PBC             | -                | 00,2              |

Es waren 74.575 Personen wahlberechtigt. Die Wahlbeteiligung lag bei 65,7 %. Von den abgegebenen Stimmen waren 1,2 % ungültig. Als Direktkandidat wurde Andrea Hubrig (CDU) gewählt. Sie erreichte 62,3 % aller gültigen Stimmen.

## Wahl 1994
Die Landtagswahl 1994 fand am 11. September 1994 statt und hatte folgendes Ergebnis für den Wahlkreis Weißeritzkreis:
| Direktkandidat          | Partei | Erststimmen in % | Zweitstimmen in % |
| ----------------------- | ------ | ---------------- | ----------------- |
| Andrea Hubrig           | CDU    | 56,8             | 64,6              |
| Gerald Vogel            | SPD    | 16,7             | 13,5              |
|                         | F.D.P. | -                | 01,3              |
| Heidi Böhme             | GRÜNE  | 06,1             | 03,3              |
| Manfred Legler          | DSU    | 03,9             | 00,7              |
|                         | REP    | -                | 01,4              |
|                         | Forum  | -                | 00,7              |
| Friedrich Alfons Wätzig | PDS    | 16,4             | 14,1              |
|                         | SPS    | -                | 00,4              |

Es waren 74.811 Personen wahlberechtigt. Die Wahlbeteiligung lag bei 63,0 %. Von den abgegebenen Stimmen waren 1,3 % ungültig. Als Direktkandidat wurde  Andrea Hubrig (CDU) gewählt. Er erreichte 56,8 % aller gültigen Stimmen.